# Kleine-Soendawaaierstaart
De Kleine-Soendawaaierstaart (Rhipidura semicollaris) is een zangvogel uit de familie Rhipiduridae (waaierstaarten).

## Taxonomie
De vogel werd in 1829 op Timor verzameld door de Duitse dierkundige en preparateur Salomon Müller die in dienst was van het Rijksmuseum van Natuurlijke Historie in Leiden. Hij beschreef 14 jaar later dit taxon.

## Herkenning
De vogel is gemiddeld 16 -17 cm lang. Dit taxon behoort tot de nauwe verwanten van de vuurstuitwaaierstaarten. Bij deze soort is de borst zwart gestippeld in schubvormige vlekjes. De kleur van de kruin en bovendelen van de vogel varieert bij de diverse ondersoorten tussen grijsbruin en roodbruin. De waaiervormige staart is donkergrijs met licht uiteinden.

## Verspreiding en leefgebied
Er is geen consensus over de indeling in soorten en ondersoorten. Volgens de IOC World Bird List zijn er negen ondersoorten:
- R. s. squamata Müller,S., 1843: eilanden Kekek en Lawin (West-Nusa Tenggara), Banda-eilanden tot eilanden van West-Papoea
- R. s. celebensis Büttikofer, 1892: Tanahjampea en Kalao (Sulawesi)
- R. s. mimosae Meise, 1929: eiland Kalaotoa in de Floreszee
- R. s. sumbensis Hartert, 1896: Soemba en Sawu (Kleine Soenda-eilanden)
- R. s. semicollaris  Müller,S. 1843: Flores tot Timor en Wetar
- R. s. elegantula Sharpe, 1879: Romang, Damar, Leti en Moa (oostelijk in de Kleine Soenda-eilanden)
- R. s. reichenowi Finsch, 1901: Babar in de Kleine Soenda-eilanden.
- R. s. hamadryas Sclater, P.L. 1883: Tanimbareilanden.
- R. s. henrici Hartert, 1918: eilanden in de Seramzee, Kei-eilanden en Aroe-eilanden.

De leefgebieden liggen in natuurlijk tropisch en subtropisch bos tot op 2000 meter boven zeeniveau.